# Dendropanax denticulatus
Dendropanax denticulatus là một loài thực vật có hoa trong Họ Cuồng cuồng. Loài này được Fiaschi mô tả khoa học đầu tiên năm 2006.